# Francisco de Gouveia Cunha Barreto
Francisco de Gouveia Cunha Barreto (? — 1892) foi um político brasileiro.
Foi presidente das províncias do Rio Grande do Norte, nomeado por carta imperial de 25 de fevereiro de 1882, de 13 de abril de 1882 a 21 de julho de 1883, e de Sergipe, de 25 de agosto de 1883 a 7 de setembro de 1884.